# Góry średnie

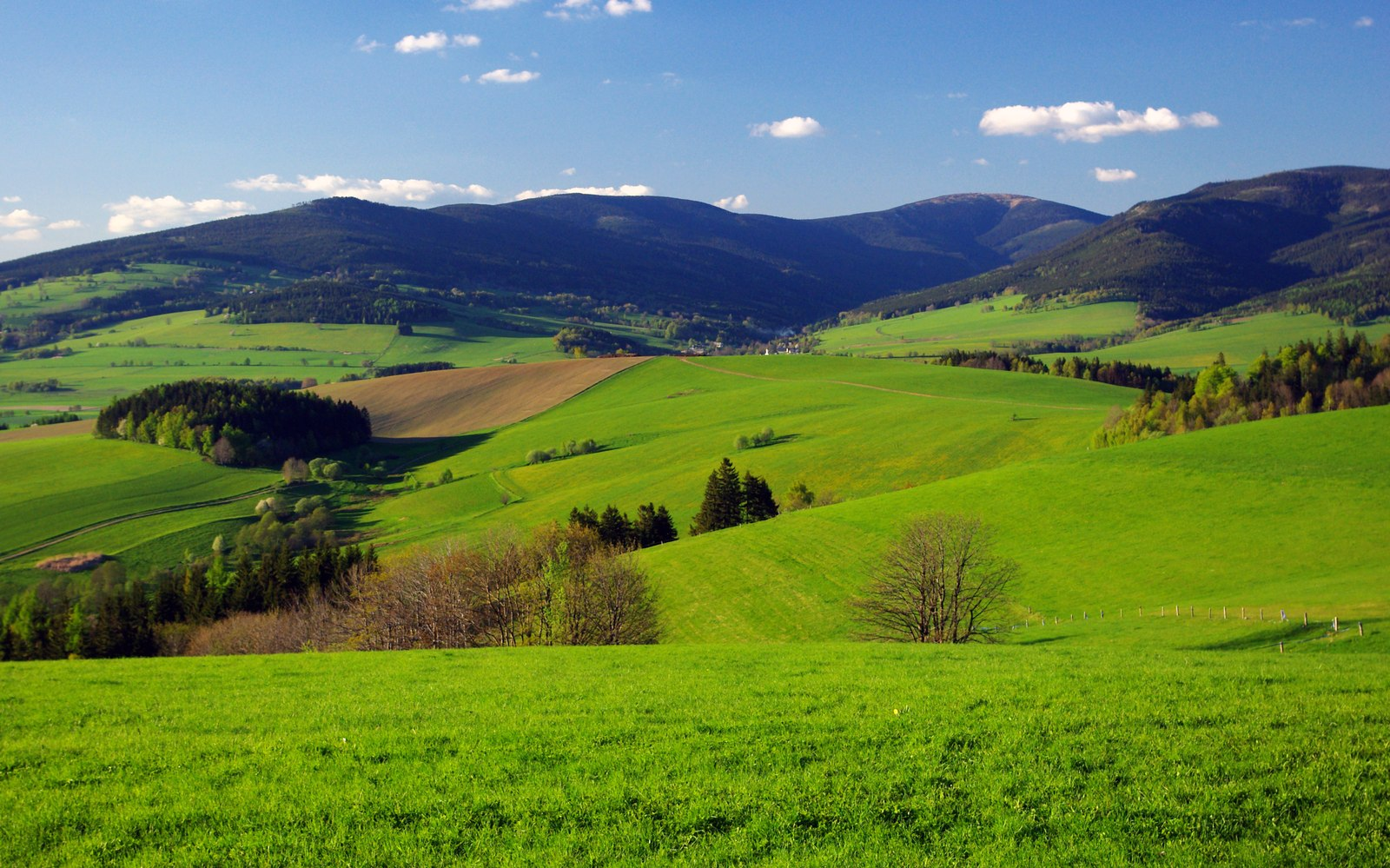
Sudety – Masyw Śnieżnika

Góry średnie – góry o wysokościach bezwzględnych sięgających do około 1500 m n.p.m. i znacznych wysokościach względnych. Charakteryzują je głębsze i węższe niż w przypadku gór niskich doliny i wyrównane wierzchołki szczytów. W Polsce przykładem takich gór są Sudety i Beskidy.